# México en la Copa Mundial de Fútbol de 1966
La selección de fútbol de México fue una de las 16 participantes en la Copa Mundial de Fútbol Inglaterra 1966.

## Clasificación

### Primera ronda
| Equipo         | Pts | PJ | PG | PE | PP | GF | GC | Dif |
| -------------- | --- | -- | -- | -- | -- | -- | -- | --- |
| México         | 7   | 4  | 3  | 1  | 0  | 8  | 2  | 6   |
| Estados Unidos | 4   | 4  | 1  | 2  | 1  | 4  | 5  | -1  |
| Honduras       | 1   | 4  | 0  | 1  | 3  | 1  | 6  | -5  |

| 28 de febrero de 1965 | Honduras | 0:1 (0:0) | México   | Estadio Francisco Morazán, San Pedro Sula                   |                                                             |
|                       |          | Reporte   | Díaz 62' | Asistencia: 7 514 espectadores Árbitro(s): Juan José Corado | Asistencia: 7 514 espectadores Árbitro(s): Juan José Corado |

| 4 de marzo de 1965 | México                               | 3:0 (2:0) | Honduras | Estadio Universitario, Ciudad de México                    |                                                            |
|                    | González 6' · Aussín 14' · Reyes 82' | Reporte   |          | Asistencia: 50 894 espectadores Árbitro(s): Emilio Aguilar | Asistencia: 50 894 espectadores Árbitro(s): Emilio Aguilar |

| 7 de marzo de 1965 | Estados Unidos               | 2:2 (0:1) | México                          | Memorial Coliseum, Los Ángeles                             |                                                            |
|                    | Shmotolocha 49' · Biceck 59' | Reporte   | González 35' · Reyes 67' (pen.) | Asistencia: 19 337 espectadores Árbitro(s): Raymond Morgan | Asistencia: 19 337 espectadores Árbitro(s): Raymond Morgan |

| 12 de marzo de 1965 | México                | 2:0 (1:0) | Estados Unidos | Estadio Universitario, Ciudad de México                  |                                                          |
|                     | Díaz 9' · Navarro 57' | Reporte   |                | Asistencia: 64 285 espectadores Árbitro(s): José Urtecho | Asistencia: 64 285 espectadores Árbitro(s): José Urtecho |

### Segunda ronda
| Equipo     | Pts | PJ | PG | PE | PP | GF | GC | Dif |
| ---------- | --- | -- | -- | -- | -- | -- | -- | --- |
| México     | 7   | 4  | 3  | 1  | 0  | 12 | 2  | 10  |
| Costa Rica | 4   | 4  | 1  | 2  | 0  | 8  | 2  | 6   |
| Jamaica    | 1   | 4  | 0  | 1  | 3  | 3  | 19 | -16 |

| 25 de abril de 1965 | Costa Rica | 0:0     | México | Estadio Nacional, San José                                 |                                                            |
|                     |            | Reporte |        | Asistencia: 20 654 espectadores Árbitro(s): Raymond Morgan | Asistencia: 20 654 espectadores Árbitro(s): Raymond Morgan |

| 3 de mayo de 1965 | Jamaica                  | 2:3 (2:1) | México                                    | Estadio Nacional, Kingston                                     |                                                                |
|                   | Welch 11' · Bartlett 36' | Reporte   | Padilla 13' · Cisneros 71' · Jáuregui 81' | Asistencia: 8 138 espectadores Árbitro(s): Jorge Montes de Oca | Asistencia: 8 138 espectadores Árbitro(s): Jorge Montes de Oca |

| 7 de mayo de 1965 | México                                                                  | 8:0 (4:0) | Jamaica | Estadio Universitario, Ciudad de México                     |                                                             |
|                   | Cisneros 17', 89' · Fragoso 20', 70' · Díaz 32', 41', 90' · Padilla 67' | Reporte   |         | Asistencia: 52 017 espectadores Árbitro(s): Rodolfo Navarro | Asistencia: 52 017 espectadores Árbitro(s): Rodolfo Navarro |

| 16 de mayo de 1965 | México       | 1:0 (1:0) | Costa Rica | Estadio Universitario, Ciudad de México                    |                                                            |
|                    | Cisneros 17' | Reporte   |            | Asistencia: 64 276 espectadores Árbitro(s): Raymond Morgan | Asistencia: 64 276 espectadores Árbitro(s): Raymond Morgan |

### Goleadores
| Jugador            | Goles | PJ |
| ------------------ | ----- | -- |
| Isidoro Díaz       | 5     | 7  |
| Ernesto Cisneros   | 4     | 5  |
| José Luis González | 2     | 4  |
| Javier Fragoso     | 2     | 4  |
| Aarón Padilla      | 2     | 4  |
| Salvador Reyes     | 2     | 5  |
| Ramiro Navarro     | 1     | 1  |

## Amistosos previos
| 24 de abril de 1966 | México                                                   | 7:0 (4:0) | Paraguay | Estadio Universitario, Ciudad de México                  |                                                          |
|                     | Fragoso 16, 25, 82' · Cisneros 36, 72' · Padilla 44, 68' |           |          | Asistencia: 33 800 espectadores Árbitro(s): Diego Di Leo | Asistencia: 33 800 espectadores Árbitro(s): Diego Di Leo |

| 11 de mayo de 1966 | México    | 1:0 (1:0) | Chile | Estadio Universitario, Ciudad de México |                          |
|                    | Borja 41' |           |       | Árbitro(s): Kevin Fowley                | Árbitro(s): Kevin Fowley |

| 29 de mayo de 1966 | Chile | 0:1 (0:1) | México     | Estadio Nacional, Santiago de Chile                      |                                                          |
|                    |       |           | Fragoso 3' | Asistencia: 71 630 espectadores Árbitro(s): Kevin Fowley | Asistencia: 71 630 espectadores Árbitro(s): Kevin Fowley |

| 18 de junio de 1966 | Suiza          | 1:1 (1:1) | México     | Stade de la Pontaise, Lausana                              |                                                            |
|                     | Peña 1' (a.g.) |           | Padilla 5' | Asistencia: 14 413 espectadores Árbitro(s): Mathias Frisch | Asistencia: 14 413 espectadores Árbitro(s): Mathias Frisch |

| 22 de junio de 1966 | Irlanda del Norte                                       | 4:1 (0:0) | México          | Windsor Park, Belfast                                   |                                                         |
|                     | Johnston 72' · Elder 77' · Nicholson 86' · Ferguson 88' |           | Peña 53' (pen.) | Asistencia: 12 000 espectadores Árbitro(s): Jack Taylor | Asistencia: 12 000 espectadores Árbitro(s): Jack Taylor |

| 29 de junio de 1966 | Italia                                            | 5:0 (2:0) | México | Stadio Comunale, Florencia                               |                                                          |
|                     | Bulgarelli 26, 34' · Rivera 59, 85' · Mazzola 78' |           |        | Asistencia: 45 000 espectadores Árbitro(s): Itzvan Zsolt | Asistencia: 45 000 espectadores Árbitro(s): Itzvan Zsolt |

## Jugadores
- Datos corresponden a la situación previa al inicio del torneo

| #  | Nombre              | Posición      | Edad | Club                 |
| -- | ------------------- | ------------- | ---- | -------------------- |
| 1  | Antonio Carbajal    | Portero       | 37   | León                 |
| 2  | Arturo Chaires      | Defensa       | 29   | Guadalajara          |
| 3  | Gustavo Peña        | Defensa       | 24   | Oro                  |
| 4  | Jesús del Muro      | Defensa       | 28   | Cruz Azul            |
| 5  | Ignacio Jáuregui    | Defensa       | 27   | Monterrey            |
| 6  | Isidoro Díaz        | Mediocampista | 26   | Guadalajara          |
| 7  | Felipe Ruvalcaba    | Delantero     | 25   | Oro                  |
| 8  | Aarón Padilla       | Delantero     | 24   | Universidad Nacional |
| 9  | Ernesto Cisneros    | Mediocampista | 25   | Zacatepec            |
| 10 | Javier Fragoso      | Delantero     | 24   | América              |
| 11 | Francisco Jara      | Delantero     | 25   | Guadalajara          |
| 12 | Ignacio Calderón    | Portero       | 22   | Guadalajara          |
| 13 | José Luis González  | Defensa       | 23   | Universidad Nacional |
| 14 | Gabriel Núñez       | Defensa       | 24   | Zacatepec            |
| 15 | Guillermo Hernández | Mediocampista | 24   | Atlas                |
| 16 | Luis Regueiro       | Mediocampista | 22   | Universidad Nacional |
| 17 | Magdaleno Mercado   | Delantero     | 22   | Atlas                |
| 18 | Elías Muñoz         | Mediocampista | 24   | Universidad Nacional |
| 19 | Salvador Reyes      | Delantero     | 29   | Guadalajara          |
| 20 | Enrique Borja       | Mediocampista | 20   | Universidad Nacional |
| 21 | Ramiro Navarro      | Delantero     | 23   | Oro                  |
| 22 | Javier Vargas       | Portero       | 24   | Atlas                |
| DT | Ignacio Trelles     |               |      |                      |

## Participación

### Primera fase

#### Grupo A
| Equipo     | Pts | PJ | PG | PE | PP | GF | GC | Dif |
| ---------- | --- | -- | -- | -- | -- | -- | -- | --- |
| Inglaterra | 5   | 3  | 2  | 1  | 0  | 4  | 0  | 4   |
| Uruguay    | 5   | 3  | 1  | 2  | 0  | 2  | 1  | 1   |
| México     | 2   | 3  | 0  | 2  | 1  | 1  | 3  | -2  |
| Francia    | 1   | 3  | 0  | 1  | 2  | 2  | 5  | -3  |

| 13 de julio de 1966, 19:30 | Francia     | 1:1 (0:0) | México    | Estadio de Wembley, Londres                                    |                                                                |
|                            | Hausser 62' | Reporte   | Borja 48' | Asistencia: 69 000 espectadores Árbitro(s): Menachem Ashkenazi | Asistencia: 69 000 espectadores Árbitro(s): Menachem Ashkenazi |

| 16 de julio de 1966, 19:30 | Inglaterra              | 2:0 (1:0) | México | Estadio de Wembley, Londres                                   |                                                               |
|                            | Charlton 37' · Hunt 75' | Reporte   |        | Asistencia: 92 000 espectadores Árbitro(s): Concetto Lo Bello | Asistencia: 92 000 espectadores Árbitro(s): Concetto Lo Bello |

| 19 de julio de 1966, 16:30 | Uruguay | 0:0     | México | Estadio de Wembley, Londres                               |                                                           |
|                            |         | Reporte |        | Asistencia: 61 000 espectadores Árbitro(s): Bertil Loeoew | Asistencia: 61 000 espectadores Árbitro(s): Bertil Loeoew |

## Estadísticas

### Posiciones
| Equipo | Equipo  | Pts | PJ | PG | PE | PP | GF | GC | Dif | Rend  |
| ------ | ------- | --- | -- | -- | -- | -- | -- | -- | --- | ----- |
| 11     | Brasil  | 2   | 3  | 1  | 0  | 2  | 4  | 6  | -2  | 33,3% |
| 12     | México  | 2   | 3  | 0  | 2  | 1  | 1  | 3  | -2  | 33,3% |
| 13     | Francia | 1   | 3  | 0  | 1  | 2  | 2  | 5  | -3  | 16,6% |

### Goleadores
| Jugador       | Anotado | A. | Min. |
| ------------- | ------- | -- | ---- |
| Enrique Borja | 1       | 0  | 270  |